# ريتشارد بيرس
ريتشارد ويليام بيرس (بالإنجليزية: Richard Pearse)‏ (3 ديسمبر 1877 – 29 يوليو 1953) طيار نيوزيلندي و أصله فلاح قام بالعديد من التجارب الريادية في الطيران.زعم ان ريتشارد بيرس طار وهبط قبل الأخوان رايت بتسعة أشهر في عام 1903 و لازالت الشكوك تحوم حول هذا الادعاء.